# Alexander (cóctel)
El cóctel Alexander es una mezcla de diferentes bebidas entre ellas la ginebra, el licor de cacao incoloro y nata. El Alexander es la base de otras recetas de cócteles, como por ejemplo el más común Brandy Alexander.

## Historia
El Brandy Alexander tiene una larga historia, siendo el más popular hijastro de la ginebra basado en cóctel Alexander.
La citación más antigua de este cóctel es un libro de recetas de Hugo Ensslin datado en 1915 en el que describe una mezcla por igual de sus tres ingredientes: ginebra, licor de cacao oscuro y nata líquida o crema de leche, todo ello batido con hielo en la cocktelera.
Durante mucho tiempo corrió el rumor de que creado supuestamente en el momento de la boda de la Princesa Real y Vizconde Lascelles, en Londres, en 1922.